# Leckerli

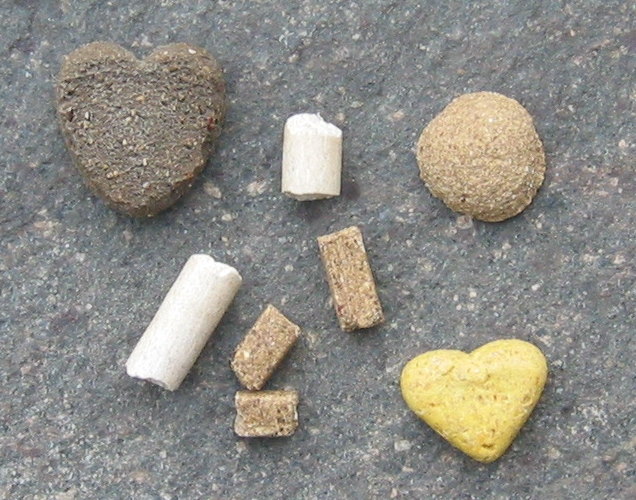
Eine Auswahl verschiedener Leckerli für Pferde.

Ein Leckerli, auch Leckerchen ist ein kleines, dem Tier wohlschmeckendes Stück Futter, welches unter anderem zur Belohnung und Motivation bei der Ausbildung von Tieren dient, sowie zur Verstärkung von erwünschtem Verhalten.

## Varianten

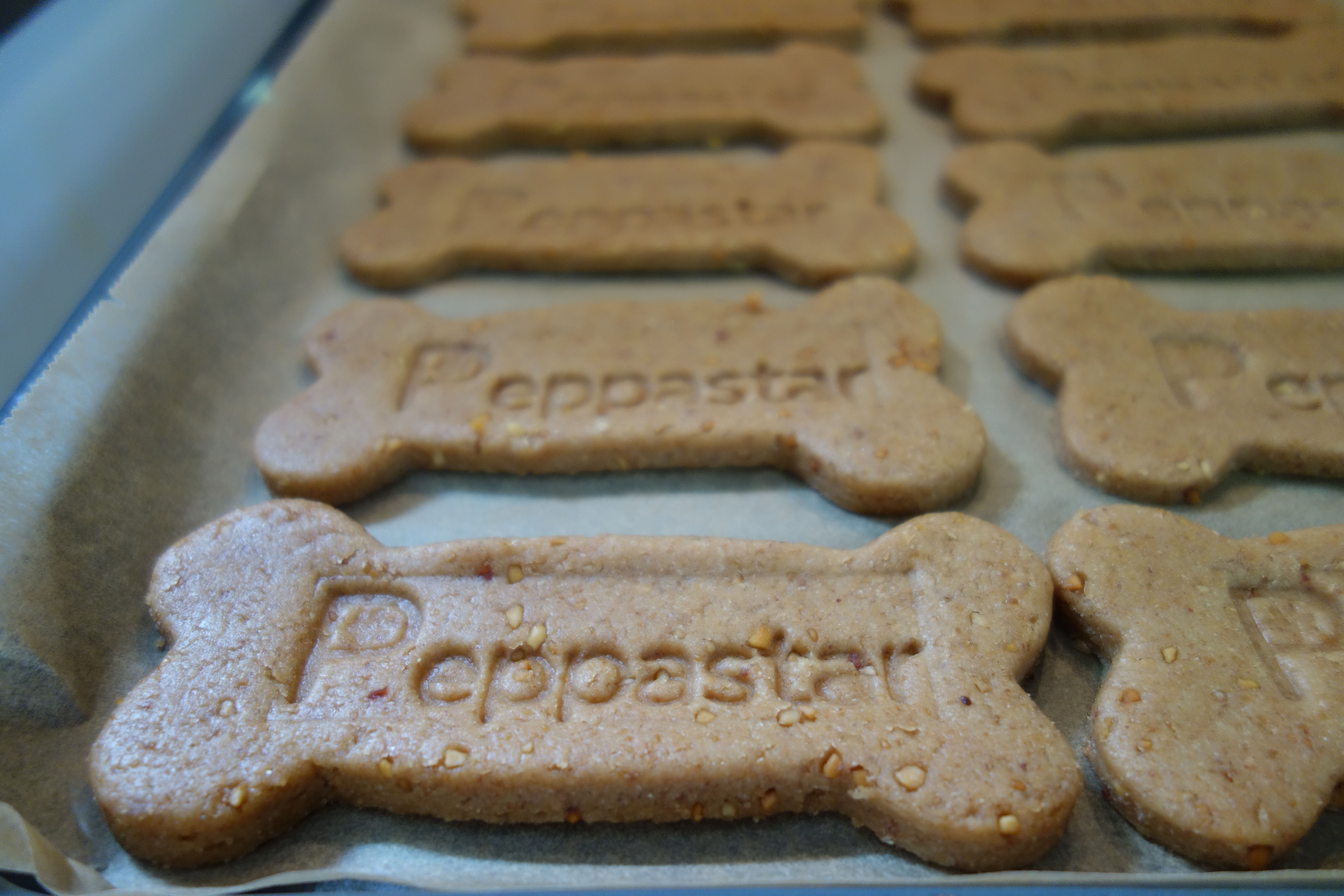
Selbstgebackene Hundekekse

Bei Leckerli kann es sich sowohl einfach um ein Stück Karotte, Apfel, Trockenfleisch oder anderes handeln, wie selbst hergestellte oder industriell produzierte Häppchen, die herzhaft oder süß sein können.
Einige Hersteller bieten darüber hinaus spezielle Hundekuchen, sowie Trainingssnacks für Hunde an, die auf Fleisch-, Käse- oder Gebäckbasis, sowie in Form von Kauknochen erhältlich sind.

## Anwendungsbereiche
Ein Leckerli wird dem Tier idealerweise als Belohnung nach einer gelungenen Übung gegeben. Dadurch soll beim Tier eine positive Assoziation der gerade vollbrachten Leistung mit der Belohnung zustande kommen, die das Tier mittelfristig dazu veranlasst, die Übung auch ohne Belohnungshäppchen gerne zu wiederholen. Da bei den meisten Tieren der zeitliche Rahmen für eine Assoziation sehr eng ist, sollte das Leckerli möglichst sofort nach der Übung gegeben werden, also innerhalb von Sekunden. Dasselbe gilt auch für Lob oder Strafe, beispielsweise durch bewusstes Ignorieren von unerwünschtem Verhalten.

## Funktionen in der Erziehung von Hunden

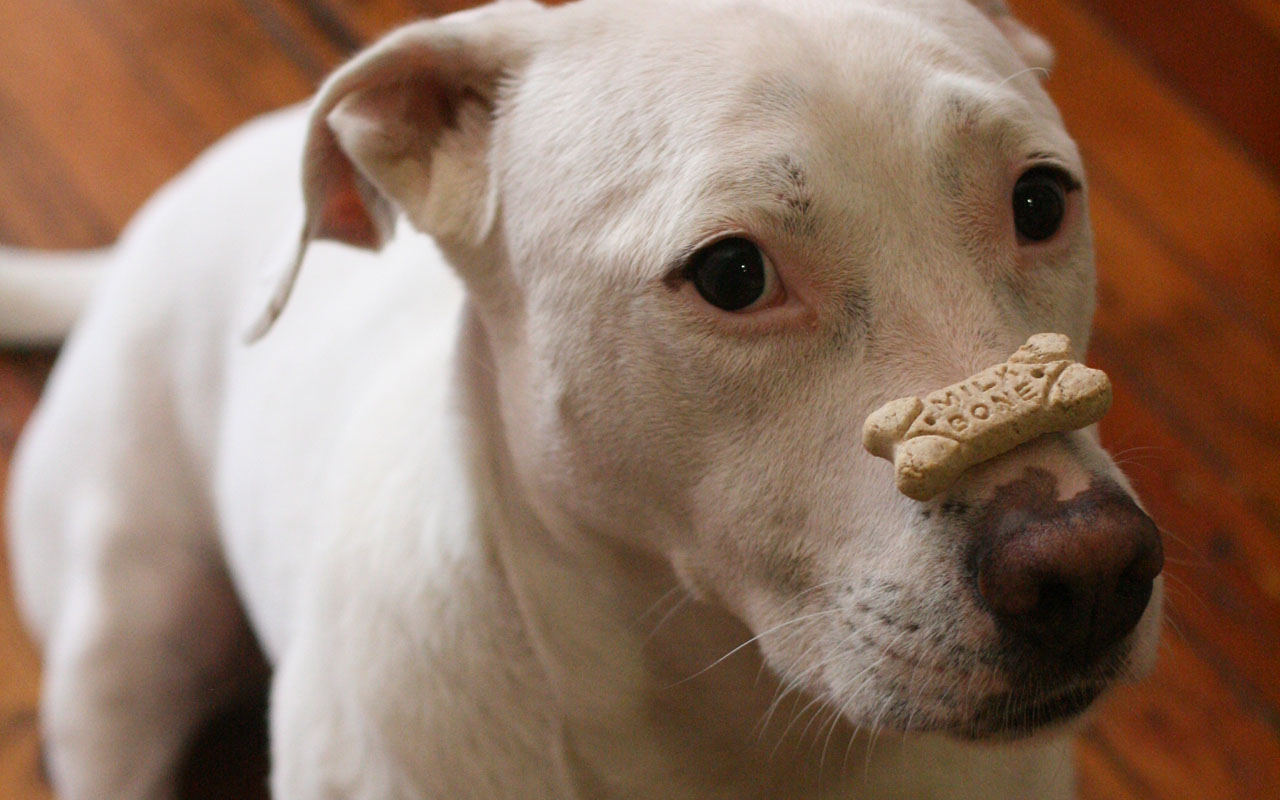
Der Hund wartet auf das Kommando, bevor er nach dem Hundekuchen schnappt

In der Hundeerziehung sollten Leckerlis vor allem in der juvenilen Lernphase – und in Kombination mit Lob – als Erziehungsmittel eingesetzt werden.
Dabei erfüllt die Belohnung insbesondere folgende Funktionen::
- Bestätigung erwünschten Verhaltens
- Motivation erwünschtes Verhalten erneut zu zeigen
- Erhöhung der Aufmerksamkeit
- Erleichtert die Kontaktausnahme
- das Kauen entspannt in Stresssituationen

Es ist auch möglich, Hunde ohne Leckerli zu erziehen, wobei der Zeitaufwand jedoch deutlich höher ist. Wer auf Belohnungen in Form von Leckereien verzichten möchte, kann alternativ mit Lob, Streicheleinheiten oder kurzen Spielphasen arbeiten, um sein Tier zu motivieren.

## Sonstiges
Da vor allem übermäßig oder falsch eingesetzte Belohnungen dieser Art fast unweigerlich zu unerwünschtem Verhalten führen, beispielsweise zum Betteln, ist der Einsatz von Leckerli umstritten. Gerade Heimtiere sind bei übermäßigem Einsatz zudem von Übergewicht bedroht.
In der Spanischen Hofreitschule in Wien ist selbst bei den Vorführungen zu beobachten, dass die Eleven unmittelbar nach einer besonders schweren Übung der Hohen Schule aus einem extra angebrachten Täschchen in der linken Frackspitze ein Leckerli entnehmen und es dem Pferd geben.